# Janez Šubic

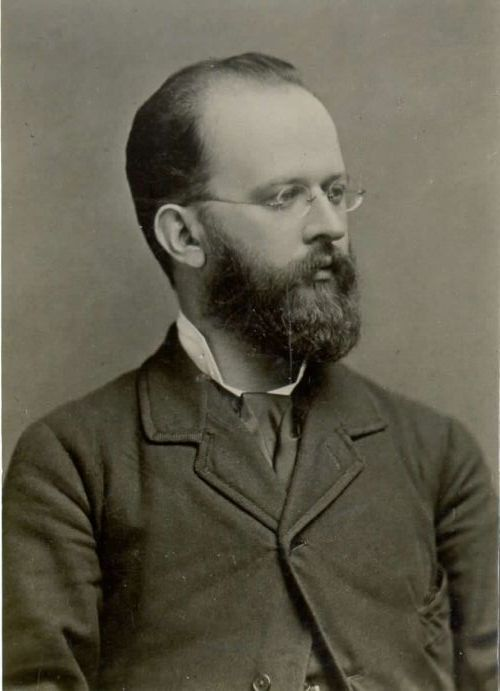
Janez Šubic

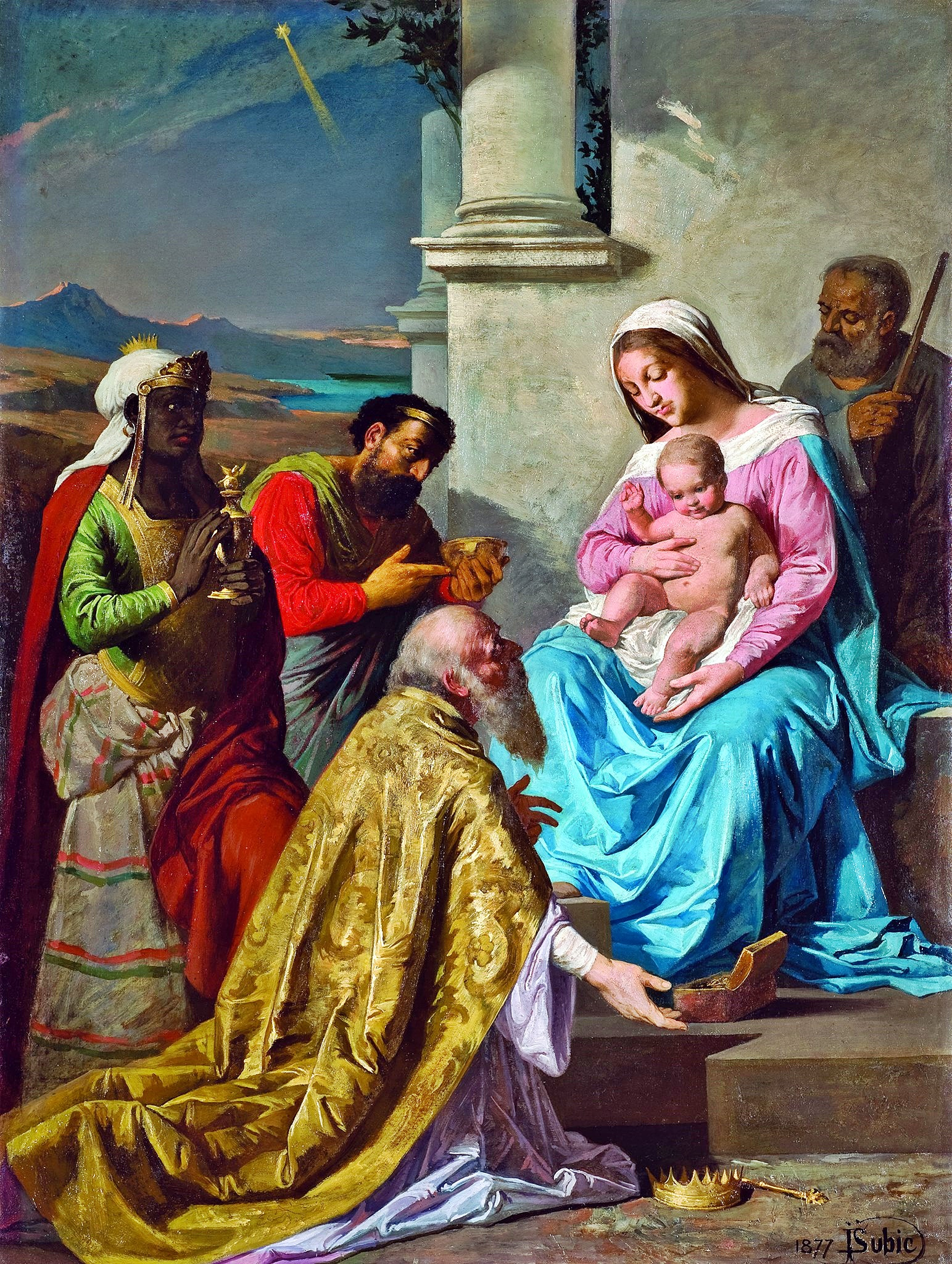
Anbetung der Könige von Janez Šubic

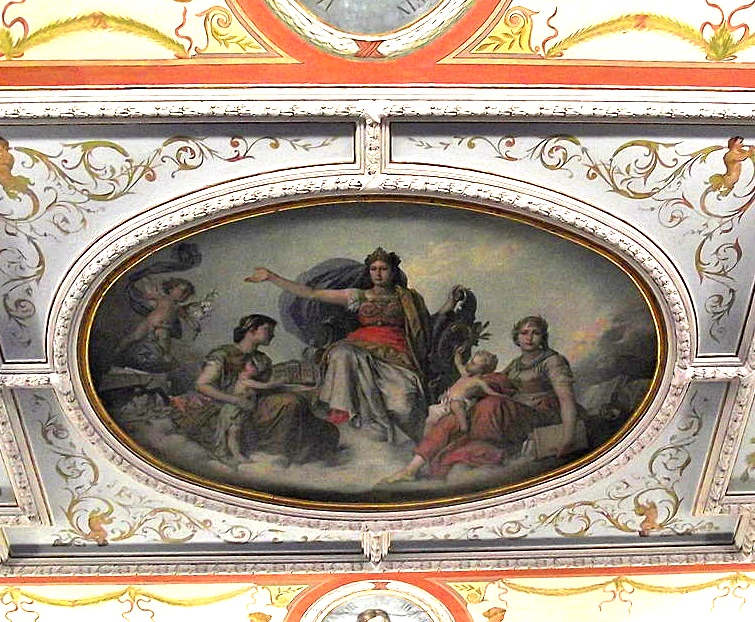
Janez Šubic, „Carniola mit Wissenschaft und Kunst“, Deckengemälde (1885) in der Aula des Landesmuseums Laibach (heute Slowenisches Nationalmuseum Ljubljana)

Janez (Johann) Šubic (* 26. Oktober 1850 in Pölland (jetzt Poljane nad Škofjo Loko), Gorenjska/Oberkrain, Slowenien; † 25. April 1889 in Kaiserslautern) war ein slowenischer Maler, der als Kunstlehrer im Königreich Bayern wirkte.

## Leben und Wirken
Er und sein ebenfalls als Maler tätiger Bruder Jurij Šubic (1855–1890) waren Söhne des Bildschnitzers und Malers Štefan Šubic (1820–1884), der zahlreiche Kirchen seiner Heimatregion mit Gemälden und Altären ausstattete.
Janez Šubic lernte die Malerei ab 1864 bei seinem Vater. Er setzte seine Ausbildung 1869–71 in St. Veit (jetzt Ljubljana-Šentvid) bei dem Nazarener Janez Wolf (1825–1884) fort, mit dem er 1873 zur Weltausstellung nach Wien fuhr, wo sie Anselm Feuerbach kennenlernten.
1871–74 studierte Šubic in Venedig, an der Accademia di belle arti di Venezia bei dem Maler Pompeo Marino Molmenti (1819–1894) und dem Bildhauer Antonio Dal Zotto. Im Winter 1874/75 reiste Šubic mit Vojtěch Hynais, einem Schüler Feuerbachs, nach Ferrara, Bologna und Florenz; 1875–76 hielt er sich in Rom auf, wo mehrere Landschaftsstudien entstanden. 1876 schuf er das Hauptaltarbild „Heilung eines Kranken durch den Hl. Martin“ für die Kirche in Šmartno pod Šmarno goro (St. Martin unter dem Kahlenberg), Slowenien. Er fertigte nun hauptsächlich religiöse Bilder, Landschaften, Veduten, Historiengemälde und Genredarstellungen.
1878–80 hielt sich Janez Šubic mehrmals in Wien auf und arbeitete mit Hans Makart zusammen. 1880 entstanden realistische Porträtdarstellungen seiner Familie (z. B. der Eltern und der Schwester Mica). 1881–83 in Prag, fertigte er dort nach Entwürfen von Mikoláš Aleš und František Ženíšek (1848–1916) die Freskodekoration für das Nationaltheater.
1884 wurde Šubic Fachlehrer an der Kreisbaugewerkschule  Kaiserslautern, die zu jener Zeit im Gebäude der heutigen Pfalzgalerie angesiedelt war, welches er auch mit ausmalte (Königssaal, Korridore, Loggien). Für die Aula des Landesmuseums in Laibach (heute Slowenisches Nationalmuseum Ljubljana) malte er 1885 das große Deckenbild „Carniola mit Wissenschaft und Kunst“, außerdem lieferte er Illustrationen für den Band „Küstenland“ (Band 10) der Buchreihe „Die österreichisch-ungarische Monarchie in Wort und Bild“.
Er starb 1889 in Kaiserslautern; das Grab (Obelisk) ist auf dem dortigen Hauptfriedhof erhalten.
Neben seinen Gemälden und Fresken sind rund 1000 Zeichnungen und Aquarelle von ihm erhalten; viele davon in der Slowenische Nationalgalerie Ljubljana. Mit seinem Bruder Jurij gehört Janez Šubic zu den bedeutendsten Kirchenmalern Sloweniens.